# ブラジルグランプリ (ロードレース)
ブラジルグランプリ（ブラジルGP、Brazilian Grand Prix ）は、1987年から2004年までロードレース世界選手権の一戦として、ブラジルで断続的に開催されたオートバイレースのイベントである。開催地がリオデジャネイロ市のジャカレパグア・サーキットに移った1995年以降はリオデジャネイログランプリとも呼ばれた。

## 概要
1987年から2004年まで開催された。当初はゴイアニア・サーキット、その後F1のサーキットでも有名なインテルラゴスで行われた(1992年のみ)。1995年からはリオデジャネイロ市のジャカレパグア・サーキットに移り、それ以降はリオデジャネイログランプリとも呼ばれた。

## ブラジルGPの歴代優勝者
| 年   | サーキット     | 125cc                                | 250cc                                | 500cc                            | 結果 |
| ---- | -------------- | ------------------------------------ | ------------------------------------ | -------------------------------- | ---- |
| 1987 | ゴイアニア     |                                      | ドミニク・サロン（ホンダ）           | ワイン・ガードナー（ホンダ）     | 詳細 |
| 1988 | ゴイアニア     |                                      | ドミニク・サロン（ホンダ）           | エディ・ローソン（ヤマハ）       | 詳細 |
| 1989 | ゴイアニア     |                                      | ルカ・カダローラ（ヤマハ）           | ケビン・シュワンツ（スズキ）     | 詳細 |
| 1992 | インテルラゴス | ダーク・ラウディス（ホンダ）         | ルカ・カダローラ（ホンダ）           | ウェイン・レイニー（ヤマハ）     | 詳細 |
| 1995 | ジャカレパグア | 徳留真紀（アプリリア）               | ドリアーノ・ロンボニ（ホンダ）       | ルカ・カダローラ（ヤマハ）       | 詳細 |
| 1996 | ジャカレパグア | 青木治親（ホンダ）                   | オリビエ・ジャック（ホンダ）         | ミック・ドゥーハン（ホンダ）     | 詳細 |
| 1997 | ジャカレパグア | バレンティーノ・ロッシ（アプリリア） | オリビエ・ジャック（ホンダ）         | ミック・ドゥーハン（ホンダ）     | 詳細 |
| 1999 | ジャカレパグア | 上田昇（ホンダ）                     | バレンティーノ・ロッシ（アプリリア） | 阿部典史（ヤマハ）               | 詳細 |
| 2000 | ジャカレパグア | シモーネ・サンナ（アプリリア）       | 加藤大治郎（ホンダ）                 | バレンティーノ・ロッシ（ホンダ） | 詳細 |
| 2001 | ジャカレパグア | 宇井陽一（デルビ）                   | 加藤大治郎（ホンダ）                 | バレンティーノ・ロッシ（ホンダ） | 詳細 |
| 年   | サーキット     | 125cc                                | 250cc                                | MotoGP                           | 結果 |
| 2002 | ジャカレパグア | 東雅雄（ホンダ）                     | セバスチャン・ポルト（ヤマハ）       | バレンティーノ・ロッシ（ホンダ） | 詳細 |
| 2003 | ジャカレパグア | ホルヘ・ロレンソ（デルビ）           | マヌエル・ポジャーリ（アプリリア）   | バレンティーノ・ロッシ（ホンダ） | 詳細 |
| 2004 | ジャカレパグア | エクトル・バルベラ（アプリリア）     | マヌエル・ポジャーリ（アプリリア）   | 玉田誠（ホンダ）                 | 詳細 |

## ブラジルGPが開催されたサーキット

インテルラゴス・サーキット
南緯23度42分13秒 西経46度41分59秒 / 南緯23.70361度 西経46.69972度
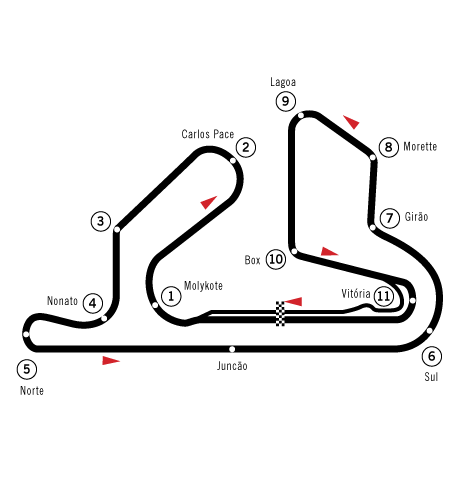
ジャカレパグア・サーキット
南緯22度58分32秒 西経43度23分42秒 / 南緯22.97556度 西経43.39500度